# Bernd Jacob (Eishockeyspieler)
Bernd Jacob (* 17. Mai 1943; † 18. Februar 2009) war ein deutscher Eishockeyspieler, der seine gesamte Karriere beim EC Deilinghofen (ECD) verbrachte. Er war einer der Wegbereiter des Eishockeys im Sauerland und Gründungsmitglied des ECD.

## Karriere
Erste Berührungspunkte mit dem Eishockeysport hatte Bernd Jacob, als kanadische Soldaten nach ihrer Stationierung in seinem Heimatort Deilinghofen Mitte der 1950er Jahre in ihrer Kaserne eine Eisfläche anlegten. Zusammen mit anderen Jugendlichen ahmte er das Spiel der Kanadier zunächst auf der Straße nach, ab 1957 konnten sie einmal wöchentlich auch die Eisfläche im Fort Prince of Wales nutzen. Noch vor der Gründung eines Vereins fand am 8. März 1958 ein Spiel der Deilinghofer gegen ein kanadisches Nachwuchsteam aus Soest statt, in dem Jacob das erste Tor der Sauerländer Eishockeygeschichte erzielte. Im Februar 1959 gehörte er dann zu den Gründungsmitgliedern des EC Deilinghofen.
Das Team startete im Nachwuchsbereich in den Spielbetrieb und qualifizierte sich zweimal in Folge für die Deutsche Jugendmeisterschaft. Ab der Spielzeit 1961/62 spielte Jacob mit dem ECD dann im Herrenbereich. Im Jahr 1965 stieg er mit seiner Mannschaft aus der Gruppenliga in die damals zweitklassige Oberliga auf. Im Jahr 1968 beendete Jacob seine Karriere. In 153 Spielen für den ECD erzielte er 72 Tore.

## Erfolge und Auszeichnungen
- 1961 Westdeutscher Jugendmeister mit dem EC Deilinghofen
- 1965 Aufstieg in die Oberliga mit dem EC Deilinghofen